# 16002 Bertin
16002 Bertin (1999 AM24) là một tiểu hành tinh vành đai chính được phát hiện ngày 15 tháng 1 năm 1999 bởi Khảo sát tiểu hành tinh OCA-DLR ở Caussols.